# Бирвета
Бирвета (рус. Бирвета; блр. Бірвета; литв. Birvėta) литванско-белоруска је река и десна притока реке Дисне (део басена Западне Двине и Ришког залива Балтичког мора). Протиче преко територија Утенског округа Литваније и Витепске области Белорусије. 
Река Бирвета је отока језера Ерзветас одакле тече ка истоку, преко територије Полацке низије где се и улива у реку Дисну након свега 34 km тока (од тога преко територије Литваније 31 km). Укупна површина басена је око 1.600 km² (од чега је 818 km² на територији Литваније), а просечан проток у зони ушча је око 10,4 m³/s.
Њена највећа притока је река Мјадзелка чији водоток има дужину од 50 km и у чијем басену се налази групација Мјадзелских језера. Мање притоке су Свила и Камоја. У басену реке налази се језеро Свирус.